# Fakulteta za filozofsko-humanistične znanosti v Mostarju
Fakulteta za filozofsko-humanistične znanosti (izvirno bosansko Fakultet filozofsko-humanističkih znanosti u Mostaru), s sedežem v Mostarju, je fakulteta, ki je članica Univerze v Mostarju.